# Kolleg St. Sebastian
Das Kolleg St. Sebastian ist ein privates allgemeinbildendes katholisches Gymnasium in Stegen bei Freiburg.

## Geschichte

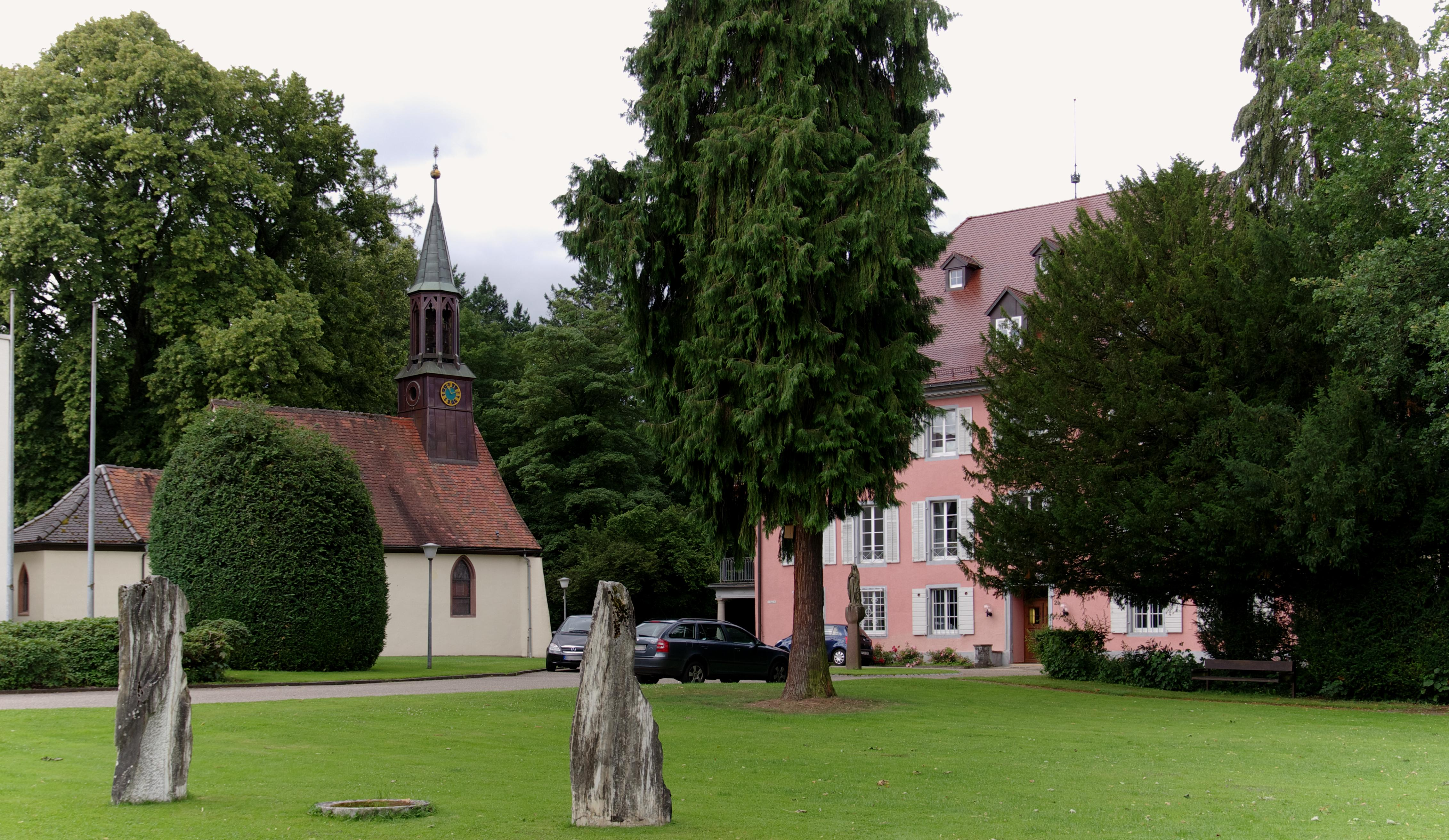
Schloss Stegen-Weiler mit Schlosskapelle

Im Dezember 1928 pachtete die Ordensgemeinschaft der Herz-Jesu-Priester das Haus samt Gelände des ehemaligen Schlosses von Stegen. Es war Filiale der ordenseigenen Studienhauses in Freiburg, landwirtschaftlicher Betrieb und Noviziatshaus. Unter der Leitung des Rektors Pater Franz Konrad Schuster (1883–1945) wurde das Schloss 1933 zum „Missionshaus Stegen“, einer Spätberufenenschule, ausgebaut. 1936 wurde die Schule von den Nationalsozialisten geschlossen.
Während des Krieges diente das Kloster als Heim für Ordensleute, für evakuierte Waisenkinder aus dem Ruhrgebiet und – insbesondere nach der Bombardierung Freiburgs am 27. November 1944 – als Zuflucht für zahlreiche Bombengeschädigte. In dieser Zeit war Pater Heinrich Middendorf Rektor des Hauses. Er brachte einige jüdische Mitbürger unter, hielt ihre Identität geheim und rettete sie damit vor der Verfolgung durch die Nationalsozialisten. Pater Middendorf wurde 1994 posthum für seinen Mut von der Holocaust-Gedenkstätte Yad Vashem in Israel als Gerechter unter den Völkern ausgezeichnet – eine Ehrung, die erstmals einem deutschen katholischen Priester zuteilwurde.
Nach dem Zweiten Weltkrieg wurde der Schulbetrieb ab September 1945 als „Missionsschule Haus Stegen“ wieder aufgenommen und erhielt 1952 die staatliche Anerkennung als altsprachliches Progymnasium. Aufgrund von Raumnot wurden Schulbaracken errichtet, und in den Jahren 1953/54 entstand unter dem Rektor Pater Georg Haskamp ein erster Schulneubau mit Internat in enger räumlicher Anbindung an das Schloss. In den Jahren 1959 bis 1961 wurde der Gebäudekomplex nach den Entwürfen des Freiburger Architekten Gregor Schroeder (1906–1976) um die Pfarrkirche Herz Jesu erweitert. Unter dem Rektor Pater B. Nienhaus wurde 1966 auf dem Platz des alten Ökonomiegebäudes, das dafür abgerissen wurde, ein neues Schulgebäude errichtet, das Kollegiengebäude I. Die katholische Schule erhielt am 1. April 1966 die Erlaubnis zur Führung eines Vollgymnasiums und wurde nach dem Patron der benachbarten Schlosskapelle in „Kolleg St. Sebastian“ umbenannt. Im Mai 1968 wurden erstmals auch Schülerinnen zugelassen. Das neue Schulgebäude wurde 1974 um das Kollegiengebäude II und 1977 um das Kollegiengebäude III erweitert.
Das Internat wurde 1997 geschlossen, die Hausaufgabenbetreuung dafür ausgebaut. Die Schüler haben die Möglichkeit zum Mittagstisch und anschließendem betreuten Lernen. Am 1. Januar 1998 übergab die Ordensgemeinschaft das Gymnasium Kolleg St. Sebastian der Schulstiftung der Erzdiözese Freiburg. Seit dem Schuljahr 2012/2013 wurde das Kolleg um eine einzügige Realschule erweitert.

## Profil
Altsprachliches, neusprachliches, musisches und mathematisch-naturwissenschaftliches Profil am Gymnasium:
- Mögliche Sprachenfolge Klasse 5 und 6
  - Latein – Englisch
  - Englisch – Latein
  - Englisch – Französisch
- Unabhängig von der anfänglichen Sprachenfolge besteht in Klasse 8 die Wahl zwischen den Profilfächern Griechisch, Spanisch, Musik oder, seit dem Schuljahr 2024/25, IMP (Informatik, Mathematik, Physik). Mit der Umstellung auf G9 ab dem Jahrgang 2025/26 soll das Profilfach IMP entsprechend den Landesvorgaben[4] in ein Profilfach NwT (Naturwissenschaft und Technik) überführt werden[5].

Im Realschulzweig stehen ab Klasse 7 die Wahlpflichtfächer Französisch und Technik zur Auswahl.
Im Aufbaugymnasium wird in der Eingangsklasse 10+ Französisch als zweite Fremdsprache für Schüler und Schülerinnen mit entsprechender Wahlpflichtfachbelegung ab Klasse 7 weitergeführt und kann in der Kursstufe als Basis- oder auch Leistungsfach gewählt werden.
Bei anderer Wahlpflichtfachbelegung ab Klasse 7 muss in der Klasse 10+ Spanisch als zweite Fremdsprache belegt und in der Kursstufe als Basisfach weitergeführt werden.

## Kooperationen
Das Kolleg St. Sebastian in Stegen kooperiert mit den Freiburger Domsingknaben und der Mädchenkantorei am Freiburger Münster. Zeitweise unterrichten die Leiter der Freiburger Dommusik in der 5. Jahrgangsstufe des Gymnasiums. Der Musikzug des Kollegs wurde 1978 von Raimund Hug und Dieter Agricola eingerichtet.

## Absolventen
- Christian Elsner (* 1965), Opernsänger[8]
- Dieter Stein (* 1967), Publizist, Chefredakteur der Jungen Freiheit[9]
- Georg Gädker (* 1981), Opernsänger[9]
- Myvanwy Penny (* 1984), Violinistin[8]